# Sender Ismaning
Der Sender Ismaning ist ein Rundfunksender des Bayerischen Rundfunks in Ismaning, einer Gemeinde nordöstlich von München. Die Sendeanlage dient zur analogen (UKW) und digitalen (DAB) Verbreitung von Hörfunk.
Der Standort Ismaning gehört zu den ältesten Rundfunksendern in Deutschland. Bereits 1932 wurde dort ein erster Sender für die Mittelwelle in Betrieb genommen, der als Ersatz des 1926 für die Deutsche Stunde in Bayern installierten Senders Stadelheim diente.
Über den Sender wurde am 28. April 1945 der Aufruf der Freiheitsaktion Bayern verbreitet. Zwei Tage später besetzten amerikanische Truppen die Sendeanlage.

## Antenne (Sender)

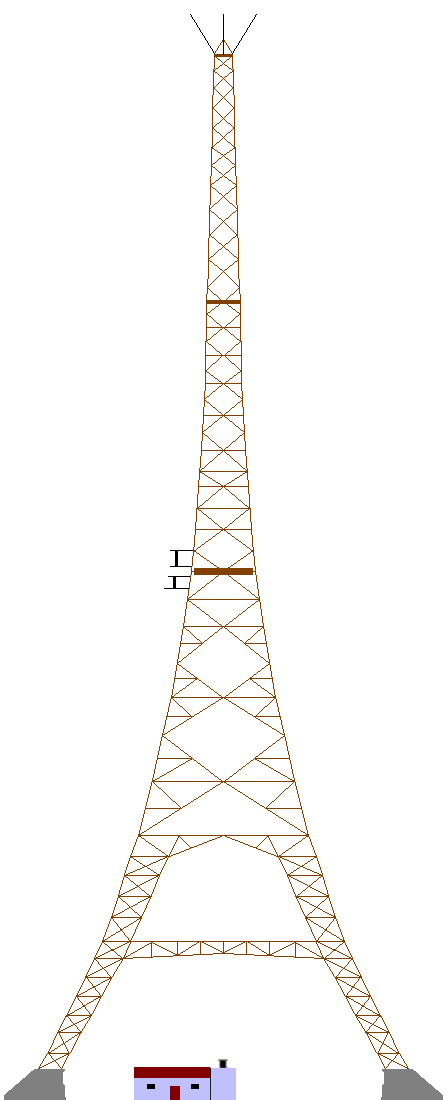
Zeichnung des ehemaligen Holzsendeturms, der dem Eiffelturm ähnlich sah

Als Sendeantenne diente bis 1934 eine T-Antenne, die an zwei 115 m hohen freistehenden Holzfachwerktürmen befestigt war. Die Türme waren aus dem Holz der amerikanischen Pech-Kiefer gebaut.
Da das Vertikaldiagramm der T-Antenne sich als ungünstig herausstellte, wurde der Einsatz einer Vertikal-Dipolantenne beschlossen. Hierzu wurde 1934 einer der beiden Holztürme abgebaut und auf einem 39 m hohen Holzsockel wiederaufgebaut. Nach Abschluss der Arbeiten hatte der neue Antennenträger eine Höhe von 156 Metern und mit den Auslegern, welche die Antenne trugen, waren es insgesamt 163 m.
Während der Umbauarbeiten erfolgte der Sendebetrieb mit Hilfe einer L-Antenne, die zwischen dem zweiten Turm und einem provisorisch errichteten Holzmast gespannt war. Danach wurde der zweite Holzturm abgebaut und 1935 am Sender Nürnberg-Kleinreuth wiederaufgebaut, wo er bis zum Jahr 1961 als Antennenträger für den dortigen Mittelwellensender diente. Der Holzturm in Ismaning trug in der Mitte eine Dipolantenne, deren Einspeispunkt sich in 120 m Höhe befand. Von diesem Einspeispunkt führten mehrere an der Außenseite des Turmes befestigte Drähte zu den Auslegern an der Turmspitze und zu Befestigungspunkten in 80 m Höhe. In dieser Höhe befand sich im Innern des Turmes ein Differentialtransformator, der das Abfließen der abgestrahlten Hochfrequenz über die Speiseleitung verhindern sollte.

## Geschichte und Sendetechnik

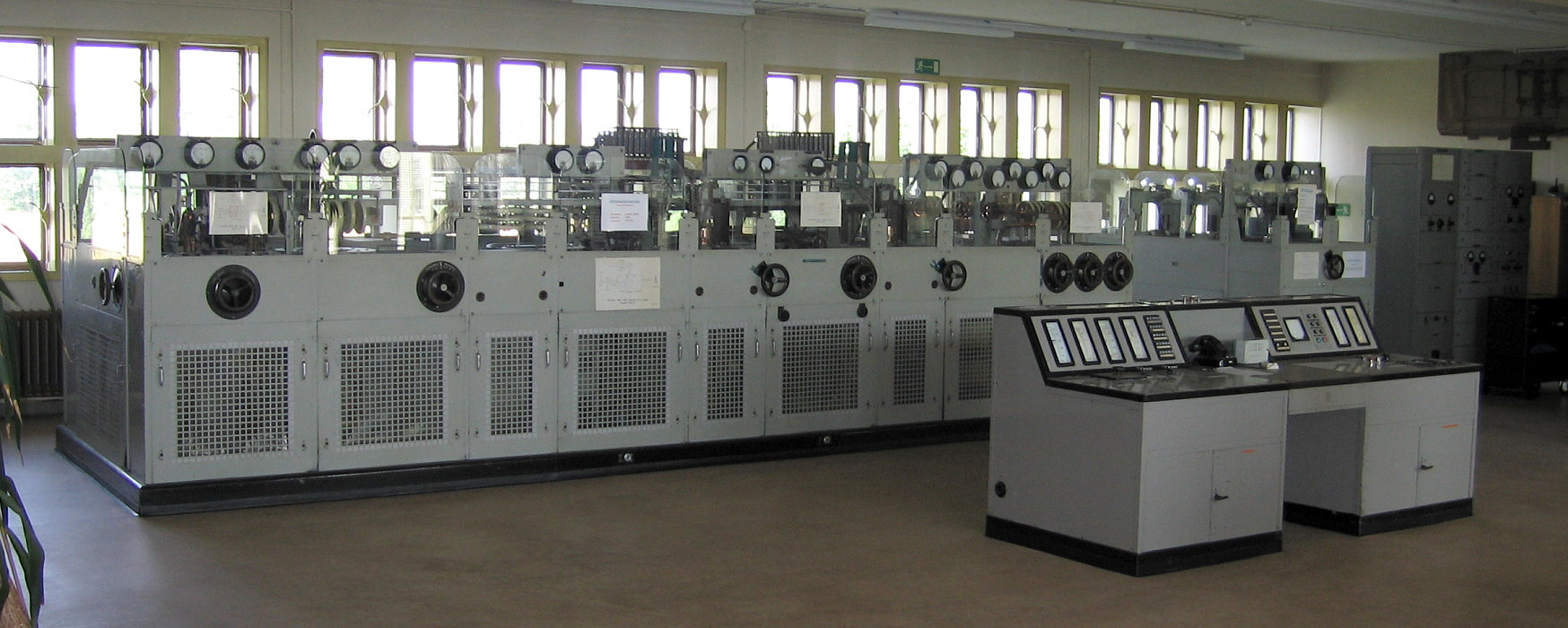
100-kW-AM-Sender in offener Bauweise mit Bedienpult,
1938 von Lorenz, Berlin geliefert. Der Sender befindet sich heute im Museum für Kommunikation Frankfurt.

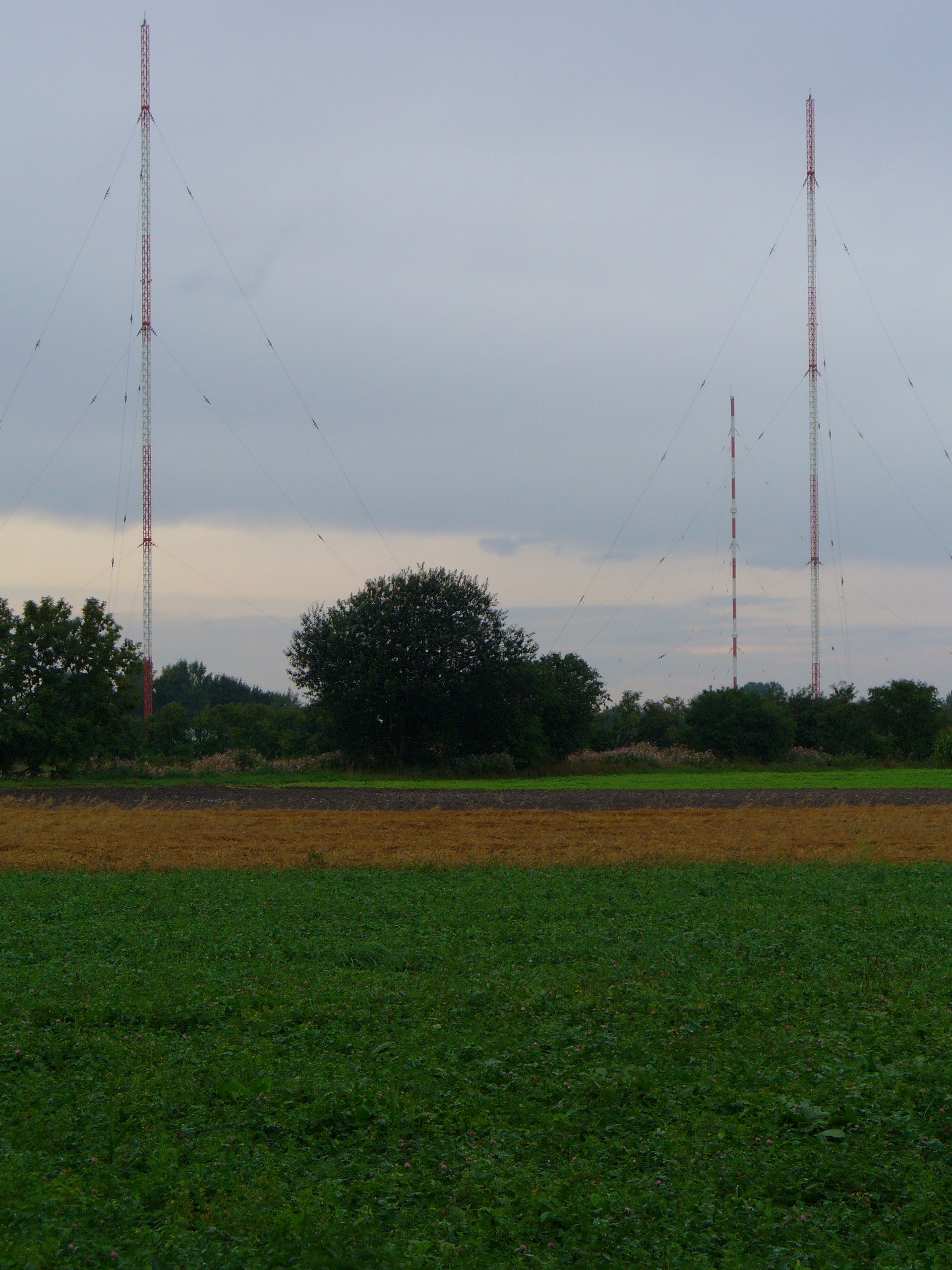
Sendemasten der bis 1994 betriebenen Frequenz 1107 kHz. Der nordöstliche der beiden Masten wurde Ende April 2010 abgebaut. Im Hintergrund sieht man den Rohrmast für die Frequenz 801 kHz.

Diese von der Berliner C. Lorenz AG entwickelte Antenne wird als Höhendipol bezeichnet und war eine für die von 1934 bis 1950 verwendete Sendefrequenz 740 kHz optimierte schwundmindernde Sendeantenne. Allerdings konnte über diese Antenne, die noch bis 1969 verwendet wurde, wegen der durch den Kopenhagener Wellenplan vorgegebene Richtstrahlauflagen nur während der Tagstunden gesendet werden. Nachdem ein neuer Mittelwellensendemast errichtet worden war, wurde 1969 die Höhendipolantenne am Holzturm demontiert. Von 1969 bis 1977 diente der Holzturm noch zur Unterbringung von Sendeantennen für UKW-Rundfunk. 1977 übernahm ein 100 m hoher abgespannter Stahlfachwerkmast diese Funktion, so dass der Holzturm ab 1977 keine Funktion mehr hatte, sondern nur noch ein inzwischen denkmalgeschütztes Anschauungsobjekt war. Allerdings nagte der Zahn der Zeit zusehends an der Konstruktion, die den Spitznamen „Bayerischer Eiffelturm“ trug. Da der Turm anscheinend nicht mehr saniert werden konnte, wurde er am 16. März 1983 gesprengt. Bis heute sind jedoch dessen Betonfundamente und das Antennen-Abstimmhaus, welches unter der Turmkonstruktion stand, erhalten.
Für die Mittelwellenausstrahlung wird nun ein 171,5 m hoher, gegen Erde isolierter abgespannter Rohrmast genutzt, der 1969 fertiggestellt wurde. Er wird zur Erzielung einer flachen Abstrahlung (Schwundmindernde Sendeantenne) mehrfach gespeist und ist dazu jeweils in 56 und 117 m Höhe durch Trennisolatoren elektrisch unterbrochen.
Mit der Einführung des Genfer Wellenplans wurde dem Bayerischen Rundfunk für den Standort Ismaning die Frequenz 909 kHz zugeteilt, die allerdings sowohl Richtung Großbritannien als auch Richtung Rumänien hätte ausgeblendet werden müssen, um die dortigen Sender auf dieser Frequenz nicht zu stören. Da dies eine Anlage mit insgesamt vier Masten erfordert hätte und die Kosten dafür dem BR zu hoch waren, entschied er sich stattdessen, die eigentlich dem Standort Dillberg zugeteilte Frequenz 801 kHz am Standort Ismaning mit einer Sendeleistung von 600 Kilowatt zu betreiben. Zwar erforderte auch diese Frequenz eine Ausblendung – dieses Mal in nordöstliche Richtung, um die Abstrahlung und den Empfang des frequenzgleichen Sender in Sankt Petersburg nicht zu stören – allerdings reichte hierfür ein kleiner Reflektormast aus. Dieser 71 m hohe, gegen Erde isolierte abgespannte Stahlfachwerkmast in der Nähe des beschriebenen Rohrmastes wurde im Jahr 1978 errichtet. Er wurde mit der Leistungsreduzierung des Senders auf 100 Kilowatt im Jahr 1994 entbehrlich, da bei dieser Leistung auch nachts mit Rundstrahlung ohne zu erwartende Störung des Senders in Sankt Petersburg gesendet werden kann. Er wurde 1999 abgebaut und diente bis 2016 am Mittelwellensender Hof (Hohensaas) als Sendemast.
Als Reserveantenne ist ein 1947 errichteter 105 m hoher, gegen Erde isolierter abgespannter Stahlfachwerkmast in unmittelbarer Nähe des Stationsgebäudes vorhanden. Bis 1969 war dieser Mast, der ursprünglich zur Ausstrahlung des AFN-Programms auf Mittelwelle diente, 126 m hoch und trug von 1958 bis 1969 Sendeantennen für UKW.
Im Jahr 2007 wurde der Mast auf etwa 70 m zurückgebaut und der Fußpunkt geerdet. Er dient seitdem als Antennenträger für Richtfunk.
Wegen der Auflagen des Kopenhagener Wellenplans musste dieser Mittelwellensender des Bayerischen Rundfunks ab 1951 während der Nachtstunden mit Richtstrahlung (s. o.) betrieben werden. Die damalige Sendeantenne am Holzturm konnte hierfür jedoch nicht verwendet werden, weshalb eine neue Richtantenne, bestehend aus zwei 94 m hohen, gegen Erde isolierten Stahlfachwerkmasten auf dem Stationsareal gebaut wurde.
Diese neue Sendeantenne war zur Verbreitung des Programms des Bayerischen Rundfunks in dieser Form bis 1969 in Nutzung. Von 1969 bis zur Betriebseinstellung 1994 diente die auch heute noch vorhandene Antennenanlage zur Verbreitung des AFN-Programms auf der Mittelwellenfrequenz 1107 kHz. Im Unterschied zur Zeit vor 1969 wurde der Sendebetrieb nunmehr mit Rundstrahlcharakteristik gefahren, indem nur jeweils ein Mast aktiv gespeist wurde und der andere entsprechend als Reserveantenne diente. Der nordöstliche dieser beiden Masten wurde Ende April 2010 abgebaut.
Infolge des Genfer Wellenplans und den Verlust der weitreichenden Exklusiv-Frequenz 1602 kHz investierte der BR stattdessen in seine Kurzwellenfrequenz 6085 kHz, wobei auch politischer Druck eine Rolle gespielt haben soll. Beschafft wurde ein Großsender des gleichen Typs, wie er auch in der im selben Zeitraum errichteten Kurzwellenstation Wertachtal verwendet wurde, mit einer Senderausgangsleistung von 500 kW. Diese offensichtlich für die Zwecke des BR völlig überdimensionierte Sendeanlage führte zu Spott in den damaligen Medien und wurde auch nie mit der vollen Leistung, sondern nur mit einer Leistung von 100 kW betrieben. Als Kurzwellensendeantennen dienten ein 1976 an zwei jeweils 35 m hohen abgespannten Stahlfachwerkmasten errichteter Dipol und eine 1980 an drei je 55 m hohen abgespannten Stahlfachwerkmasten in Betrieb genommene Winkeldipolantenne mit Rundstrahlcharakteristik. Nach endgültiger Einstellung des Kurzwellenbetriebs am 1. Oktober 2010 wurden beide Antennensysteme abgebaut.
Zur Ausstrahlung der UKW-Programme diente von 1977 bis 2010 ein silbrig grauer, etwa 100 m hoher abgespannter und geerdeter Stahlfachwerkmast mit Dipolfeldern an seiner Spitze in der Nähe des Stationsgebäudes. Im Jahr 2010 wurde dieser Sendemast aufgrund von Alterungserscheinungen durch einen neuen Sendemast ersetzt.
Die Voice of America, später International Broadcasting Bureau (IBB), betrieb bis 1994 in der Nähe von Ismaning umfangreiche Sendeanlagen für Kurzwelle, die aber inzwischen alle vollständig demontiert wurden. Die Mittelwellen-Sendeantenne für 1197 kHz bestand aus vier im Quadrat angeordneten, gegen Erde isolierten Stahlfachwerkmasten, die bereits 1949 gebaut und Mitte der 1990er Jahre generalüberholt wurden. Diese Anlage bot die Möglichkeit einer Richtstrahlung mit umschaltbarer Richtcharakteristik.
Am 16. März 2007 wurden diese vier Mittelwellensendemasten abgebaut. Zum Jahresende 2007 wurden dann alle übrigen Anlagen (Satelliten-Up- und -Downlinks) abgebaut und der Standort ganz aufgegeben.
2010 wurde ein 210 Meter hoher Sendemast für UKW/DAB-Rundfunk errichtet. 2019 wurde eine der ersten 5G-Mobilfunkanlagen gemeinsam mit dem Sender Wendelstein installiert.
Die private Rundfunkkette Radio Arabella ist seit 2012 mit 11 Kilowatt Sendeleistung die Frequenz mit der größten Reichweite aller UKW-Hörfunkprogramme des Senders Ismaning. Die Programme des Bayerischen Rundfunks haben zwar eine höhere Ausgangsleistung, reichen wegen der schwächeren Eingangsleistung (10 kW) aber nicht weiter.

### Verwendete Sendemasten
Überblick der beim Sender Ismaning eingesetzten Sendemasten. Bitte die Tabelle ergänzen und ggf. korrigieren.
| Bezeichnung                   | Koordinaten                                                                                        | Bauart                                              | Baujahr | Höhe    | Funktion                                                                | Datum des Abrisses | Abrissmethode          | Bemerkungen |
| ----------------------------- | -------------------------------------------------------------------------------------------------- | --------------------------------------------------- | ------- | ------- | ----------------------------------------------------------------------- | ------------------ | ---------------------- | --- |
| Holzsendeturm                 | 48.250562 N 11.750227 O                                                                            | Freistehender Holzfachwerkturm                      | 1934    | 163 m   | Tragturm einer Drahtantenne für MW, Tragturm einer Sendeantenne für UKW | 16.3.1983          | Sprengung              | Spitzname "Bayerischer Eiffelturm" |
| AFN-Sendemast                 | 48.253236 N 11.751432 O                                                                            | Abgespannter Stahlfachwerkmast, gegen Erde isoliert | 1947    | 125 m   | Sendeantenne für MW, Tragmast von Richtfunkantennen                     | ?                  | ?                      | 1947–1969: Sendeantenne des AFN-Mittelwellensenders, 1969: Verkürzung auf 105 Metern und Nutzung als Reserveantenne für den Mittelwellensender des Bayerischen Rundfunks, 2007: Umbau zum Tragmast für Richtfunkantennen, Entfernung des Fusspunktisolators und Kürzung auf 70 Meter |
| Sendemasten der VoA           | 48.249957 N 11.757577 O; 48.250235 N 11.758309 O; 48.248936 N 11.759423 O; 48.248653 N 11.758707 O | Abgespannter Stahlfachwerkmast, gegen Erde isoliert | 1949    | 120 m   | Sendeantenne für MW                                                     | 27.3.2005          | Sprengung              | 4 Masten, Richtantenne mit umschaltbarer Charaketeristik für den MW-Sender der VoA |
| MW-Richtantenne, Mast Südwest | 48.244605 N 11.745165 O                                                                            | Abgespannter Stahlfachwerkmast, gegen Erde isoliert | 1951    | 94 m    | Sendeantenne für MW                                                     | ?                  | ?                      | |
| MW-Richtantenne, Mast Nordost | 48.245255 N 11.746174 O                                                                            | Abgespannter Stahlfachwerkmast, gegen Erde isoliert | 1951    | 94 m    | Sendeantenne für MW                                                     | ?                  | ?                      | |
| Mittelwellensendemast         | 48.255264 N 11.743386 O                                                                            | Abgespannter Stahlrohrmast, gegen Erde isoliert     | 1969    | 171,5 m | Sendeantenne für MW                                                     | 17.5.2017          | Sprengung              | Primäre Antenne des Mittelwellensenders von 1969 bis 2015, in 56 Metern und 112 Metern Höhe mit Trennisolatoren unterteilt, Sprengung gelang nicht auf Anhieb |
| UKW-Sendemast                 | 48.250985 N 11.752261 O                                                                            | Abgespannter Stahlfachwerkmast, geerdet             | 1977    | 100 m   | Träger der Sendeantennen für UKW                                        | ?                  | ?                      | |
| Reflektormast                 | 48.255868 N 11.744016 O                                                                            | Abgespannter Stahlfachwerkmast, gegen Erde isoliert | 1978    | 71 m    | Sendeantenne für MW                                                     | 1999               | segmentweise Demontage | diente zusammen mit dem 1969 errichteten Mittelwellensendemast zur Realisierung eines Antennendiagramms mit einem Minimum in nordöstlicher Richtung, 1999, nach Leistungsreduzierung des Mittelwellensenders, demontiert und in Hof (Bayern) wiederaufgebaut                         |
| UKW- und TV-Sendemast         | 48.250668 N 11.750951                                                                              | Abgespannter Stahlfachwerkmast, geerdet             | 2010    | 210 m   | Träger der Sendeantennen für UKW und DAB (Richtfunk)                    | in Nutzung         |                        | |

### Mittelwelle 801 kHz
Nach langjähriger Ausstrahlung des Programms Bayern 1 diente die Frequenz 801 kHz in Ismaning seit dem 8. Oktober 2007 zur Verbreitung des Programmes Bavarian Open Radio, das am 5. Mai 2008 in on3-radio umbenannt wurde. Seit dem 10. Januar 2011 wurde das Programm Bayern plus abgestrahlt (Sendeleistung bis 1994: 600 kW, danach 100 kW EMRP). Am 30. September 2015 erfolgte die endgültige Abschaltung aller bayerischen MW-Sender. Am 21. Juni 2017 erfolgte die Sprengung des Mittelwellenmastes.

### Mittelwelle 1107 kHz
Der vom Bayerischen Rundfunk betriebene Mittelwellensender strahlte bis 1994 auf der Frequenz 1107 kHz das Programm AFN aus. Sowohl der Sender als auch der südwestliche der beiden Antennenmasten sind noch vorhanden, jedoch außer Betrieb. Auf 1500 kHz sendet Radio Eule seit 20. Oktober 2018 von Deutsches Museum-Museumsturm aus mit einer Leistung von 10 Watt.

### Mittelwelle 1197 kHz
Auf der Frequenz 1197 kHz strahlte die Voice of America, später International Broadcasting Bureau diverse Programme aus: Beispielsweise „VoA Europe“, und seit den Jugoslawienkriegen in den 1990er Jahren Sendungen in serbischer und kroatischer Sprache von Radio Free Europe. Seit dem 27. März 2005 ist der Sender abgeschaltet. Die Anlage ist seit Ende 2007 vollständig demontiert.

### Kurzwelle 6085 kHz
Seit Mai 2005 wurde der KW-Sender Ismaning des Bayerischen Rundfunks auf 6085 kHz digital betrieben. Ausgestrahlt wurde das Programm B5 aktuell. Zum 1. Oktober 2010 wurde dieser Dienst aufgrund von Sparmaßnahmen seitens des BR eingestellt. Der Kurzwellensender und die Kurzwellenantenne wurden im Laufe des Jahres 2011 vollständig abgebaut.

## Frequenzen und Programme

### Ultrakurzwelle (UKW)
Beim Antennendiagramm sind im Falle gerichteter Strahlung bei UKW die Hauptstrahlrichtungen in Grad angegeben.
| Frequenz (MHz) | Programm   | Senderlogo | RDS PS            | RDS PI                | Regiona- lisierung | ERP (kW)               | Antennen- diagramm  | Polarisation |
| -------------- | ---------- | ---------- | ----------------- | --------------------- | ------------------ | ---------------------- | ------------------- | ------------ |
| 91,3           | Bayern 1   |            | B1_Obb__ BAYERN_1 | D611 (regional), D311 | Oberbayern         | 25 (Antenne auf 100 m) | gerichtet: 160–250° | Horizontal   |
| 88,4           | Bayern 2   |            | Bayern_2          | D312                  | -                  | 25                     | gerichtet: 160–250° | Horizontal   |
| 97,3           | Bayern 3   |            | BAYERN_3          | D313                  | –                  | 25                     | gerichtet: 160–250° | Horizontal   |
| 105,2          | Arabella   |            | ARABELLA          | D78A                  | Großraum München   | 11                     | rund                | Horizontal   |
| 103,2          | BR-Klassik |            | BR-KLASS          | D314                  | –                  | 25 (Antenne auf 190 m) | rund                | Horizontal   |
| 90,0           | BR24       |            | BR24____          | D315                  | –                  | 25                     | gerichtet: 160–250° | Horizontal   |

### Digitales Radio (DAB)
DAB+ wird in vertikaler Polarisation und im Gleichwellenbetrieb mit anderen Sendern ausgestrahlt.
| Block                    | Programme | ERP (in kW)            | Antennendiagramm rund (ND)/ gerichtet (D) | Gleichwellennetz (SFN) |
| ------------------------ | --- | ---------------------- | ----------------------------------------- | --- |
| 10A Obb/Schw (D__00354)  | DAB-Block der Bayern Digital Radio : - Bayern 1 (Schwaben) (96 kbps) - Bayern 1 (Mainfranken) (96 kbps) - BR24live (64 kbps, Mono) - Radio Teddy (72 kbps) - egoFM (72 kbps) - Arabella Bayern (96 kbps) - Rock Antenne Bayern (72 kbps) - BR EPG (8 kbps Daten) - BR News (8 kbps Daten) | 10 (Antenne auf 168 m) | ND                                        | - Oberbayern: Bad Tölz (Gaißach), Berchtesgaden (Jenner) (R), Eichstätt, Fürstenfeldbruck (Schöngeising), Gelbelsee (Ingolstadt), Herzogstand (Fahrenbergkopf), Hochberg (Traunstein), Hohenpeißenberg, Inntal (Ebbs), Isen, München-Freimann, München-Ismaning, München (Olympiaturm), Neuötting, Oberammergau, Pfaffenhofen (Wolfsberg), Reit im Winkl, Untersberg, Tegernseer Tal (Wallberg), Wasserburg am Inn (Koblberg), Wendelstein (Bayrischzell) - Schwaben: Augsburg (Hotelturm), Augsburg (Welden), Balderschwang (Oberberg) (R), Grünten, Hühnerberg, Kaufbeuren (geplant), Markt Wald, Memmingen, Pfänder (Vorarlberg), Pfronten (Breitenberg), Ulm (Kuhberg) |
| 11C München (D__99002)   | DAB-Block der Bayern Digital Radio : - Radio 2Day (80 kbps) - Digital Classix (80 kbps) - Gong 96.3 (80 kbps) - 95.5 Charivari (80 kbps) - Energy München (80 kbps) - Arabella München (80 kbps) - Top FM (80 kbps) - Radio München (80 kbps) - M94.5 (96 kbps) - LORA München (80 kbps) - Radio Feierwerk (80 kbps) - CRM 92,4 (80 kbps) - Münchner Kirchenradio (80 kbps) - Mega Radio Mix (80 kbps) - Radio Galaxy (80 kbps) - 089Kult (80 kbps) | 7,9                    | ND                                        | Fürstenfeldbruck (Schöngeising), Isen, München-Ismaning, München (Olympiaturm) |
| 11D BR Bayern (D__00165) | DAB-Block des Bayerischen Rundfunks - Bayern 1 (Oberbayern) (96 kbps) - Bayern 1 (Niederbayern/Oberpfalz) (96 kbps) - Bayern 1 (Franken) (96 kbps) - Bayern 2 (96 kbps) - Bayern 3 (96 kbps) - BR-Klassik (144 kbps) - BR24 (72 kbps, Mono) - BR Schlager (96 kbps) - Puls (96 kbps) - BR Heimat (128 kbps) - BR Verkehr (16 kbps, Mono) - Antenne Bayern (80 kbps) - BR EPG (8 kbps Daten) - ARD TPEG (24 kbps)                                    | 10                     | ND                                        | - Unterfranken: Alzenau (Hahnenkamm), Burgsinn (Main-Spessart), Dettelbach, Ebern, Frammersbach (Sauerberg) (geplant), Gemünden, Hammelburg, Kreuzberg (Rhön), Miltenberg-Wenschdorf, Neustadt am Main, Obernburg am Main, Ostheim (Heidelberg), Pfaffenberg (Aschaffenburg), Schweinfurt (Schonungen), Volkach, Wertheim, Würzburg (Frankenwarte), Zeil am Main - Oberfranken: Bad Steben, Bamberg (Geisberg), Burgwindheim (geplant), Coburg (Eckardtsberg), Hof (Labyrinthberg), Kronach, Kulmbach, Ludwigsstadt (Ebersdorf), Ochsenkopf (Fichtelgebirge), Pegnitz - Mittelfranken: Ansbach (geplant), Büttelberg, Hesselberg, Hersbruck, Nürnberg (Fernmeldeturm), Rothenburg ob der Tauber, Treuchtlingen, Weißenburg - Oberpfalz: Altenstadt, Amberg (Hirschau), Amberg-Süd, Dillberg (Neumarkt), Fuchsmühl, Geigant, Hoher Bogen (Furth im Wald), Hohe Linie (Regensburg), Kallmünz (geplant), Pfreimd, Schönsee (Drechselberg), Weigendorf - Niederbayern: Brotjacklriegel, Deggendorf (Aletsberg), Dingolfing, Einödriegel, Kelheim, Landshut (Altdorf), Mainburg, Mallersdorf-Pfaffenberg, Oberfrauenwald, Passau (Kühberg), Pfarrkirchen, Rattenberg, Rotthalmünster, Viechtach (Weigelsberg) (geplant), Vilsbiburg - Schwaben: Augsburg (Hotelturm), Augsburg (Welden), Balderschwang (Oberberg) (R), Grünten, Hühnerberg (Harburg), Kaufbeuren (geplant), Markt Wald, Memmingen, Pfänder (Vorarlberg), Pfronten (Breitenberg), Ulm (Kuhberg) - Oberbayern: Bad Tölz (Gaißach), Berchtesgaden (Jenner) (R), Eichstätt, Fürstenfeldbruck (Schöngeising), Gelbelsee, Herzogstand (Fahrenbergkopf), Hochberg (Traunstein), Hohenpeißenberg, Inntal (Ebbs), Isen, München-Freimann, München-Ismaning, München (Olympiaturm), Neuötting, Oberammergau (Laber), Pfaffenhofen (Wolfsberg), Pfaffenhofen (BR), Reit im Winkl, Untersberg (Salzburg), Tegernseer Tal (Wallberg), Wasserburg am Inn (Koblberg), Wendelstein (Bayrischzell) |

DAB auf Kanal 12D wurde bis zum 16. Dezember 2013 in vertikaler Polarisation und im Gleichwellenbetrieb mit anderen Sendern ausgestrahlt.
Als Gründe für die Abschaltung wurde durch den Netzbetreiber Bayern Digital Radio GmbH, Netzoptimierung und Kostenstabilität bei den Verbreitungskosten genannt.
| \| Block \| Programme (Datendienste) \| ERP (kW) \| Antennen- diagramm rund (ND), gerichtet (D) \| Polarisation horizontal (H)/ vertikal (V) \| Gleichwellennetz (SFN) \| \| --------------------- \| ---------------------------------------------------------------------------------------------------------------------------------------------------------------------------------------------------------------------------------------------------------------------------------------------------------------------------------------------------------------------------------- \| -------- \| ------------------------------------------- \| ----------------------------------------- \| -------------------------------------------------------------------------------------------------------------------------------------------------------------------------------------------------------------------------------------------------------------------------------------------------------------------------------------------------------------------------------------------------------------------------------------------------------------------------------------------------------------------------------------------------------------------------------------------------------------------------------------------------------------------------------------------------------------------------------------------------------------------------------------------------------------------------------------------------------------------------------------------------------------------------------------------------------------------------------------------------------------------------------------------------------------------------- \| \| 12D Bayern (D__00008) \| DAB-Block der Bayern Digital Radio : - BR-Klassik (192 kbit/s) - Bayern plus (128 kbit/s) - PULS (BR) (128 kbit/s) - Antenne Bayern (80 kbit/s DAB+) - Rock Antenne (80 kbit/s DAB+) - Antenne Top40 (72 kbit/s DAB+) - Antenne Bayern Info digital (40 kbit/s DAB+ Mono) - Radio Galaxy (80 kbit/s DAB+) - Absolut HOT (72 kbit/s DAB+) - Radio Schlagerparadies (72 kbit/s DAB+) \| 1 \| D \| V \| * Unterfranken: Alzenau (Hörstein-Hahnenkamm), Burgsinn, Kreuzberg (Rhön), Miltenberg (Kohlplatte), Pfaffenberg (Aschaffenburg), Würzburg (Frankenwarte) - Oberfranken: Bamberg (Geisberg), Coburg, Hof (Labyrinthberg), Ochsenkopf (Fichtelgebirge) - Mittelfranken: Büttelberg (Burgbernheim/Frankenhöhe), Nürnberg (Fernmeldeturm) - Oberpfalz: Amberg, Dillberg (Neumarkt), Hohe Linie (Regensburg), Hoher Bogen (Furth im Wald) - Niederbayern: Brotjacklriegel (Deggendorf), Deggendorf (Aletsberg), Dingolfing (BMW), Landshut (Altdorf-Gstaudacher Str.), Passau (Dommelstadl-Hainberg), Pfarrkirchen (Postmünster-Hieb) - Schwaben: Augsburg (Haberskirch), Augsburg (Hotelturm), Grünten (Sonthofen), Hühnerberg (Harburg), Mindelheim (Mittelneufnach), Ulm (Kuhberg) [Baden-Württemberg], Pfänder (Vorarlberg) - Oberbayern: Gelbelsee (Ingolstadt), Herzogstand (Fahrenbergkopf), Hochberg (Traunstein), Hohenpeißenberg (Weilheim), Ingolstadt (Audi), Ismaning, München (Olympiaturm), Oberammergau (Laber), Pfaffenhofen (Ilm), Wendelstein (Bayrischzell) \| | |          |                                             |                                           | |
| Block | Programme (Datendienste) | ERP (kW) | Antennen- diagramm rund (ND), gerichtet (D) | Polarisation horizontal (H)/ vertikal (V) | Gleichwellennetz (SFN) |
| 12D Bayern (D__00008) | DAB-Block der Bayern Digital Radio : - BR-Klassik (192 kbit/s) - Bayern plus (128 kbit/s) - PULS (BR) (128 kbit/s) - Antenne Bayern (80 kbit/s DAB+) - Rock Antenne (80 kbit/s DAB+) - Antenne Top40 (72 kbit/s DAB+) - Antenne Bayern Info digital (40 kbit/s DAB+ Mono) - Radio Galaxy (80 kbit/s DAB+) - Absolut HOT (72 kbit/s DAB+) - Radio Schlagerparadies (72 kbit/s DAB+) | 1        | D                                           | V                                         | * Unterfranken: Alzenau (Hörstein-Hahnenkamm), Burgsinn, Kreuzberg (Rhön), Miltenberg (Kohlplatte), Pfaffenberg (Aschaffenburg), Würzburg (Frankenwarte) - Oberfranken: Bamberg (Geisberg), Coburg, Hof (Labyrinthberg), Ochsenkopf (Fichtelgebirge) - Mittelfranken: Büttelberg (Burgbernheim/Frankenhöhe), Nürnberg (Fernmeldeturm) - Oberpfalz: Amberg, Dillberg (Neumarkt), Hohe Linie (Regensburg), Hoher Bogen (Furth im Wald) - Niederbayern: Brotjacklriegel (Deggendorf), Deggendorf (Aletsberg), Dingolfing (BMW), Landshut (Altdorf-Gstaudacher Str.), Passau (Dommelstadl-Hainberg), Pfarrkirchen (Postmünster-Hieb) - Schwaben: Augsburg (Haberskirch), Augsburg (Hotelturm), Grünten (Sonthofen), Hühnerberg (Harburg), Mindelheim (Mittelneufnach), Ulm (Kuhberg) [Baden-Württemberg], Pfänder (Vorarlberg) - Oberbayern: Gelbelsee (Ingolstadt), Herzogstand (Fahrenbergkopf), Hochberg (Traunstein), Hohenpeißenberg (Weilheim), Ingolstadt (Audi), Ismaning, München (Olympiaturm), Oberammergau (Laber), Pfaffenhofen (Ilm), Wendelstein (Bayrischzell) |

## Trivia
Das Rundfunkmuseum Cham hat auf seinem Dach einen Nachbau des 2017 gesprengten Hauptmittelwellensendemastes des Senders Ismaning.